# Winchester Model 1912
Il Winchester Model 1912 detto anche Winchester Mod. 1912 o Winchester M12 è un fucile a pompa a canna liscia prodotto dalla Winchester a partire dal 1912.

## Sviluppo
L'arma si poneva come un'evoluzione del precedente Winchester Model 1897 e venne sviluppato da Thomas Crosley Johnson basandosi sui progetti del fucile Model 1893/97 di John M. Browning.

## Tecnica
Il fucile era dotato nella sezione anteriore di un innesto per baionetta, componente adottata per conformarsi nel combattimento in trincea a distanza ravvicinata tipico degli scontri del primo conflitto mondiale.  Potevano essere impiegate cartucce a pallettoni da 12,16, 18, 20 o 28 Gauge che venivano ospitate a gruppi di sei nel caricatore dell'arma.

## Impiego
L'arma venne inizialmente impiegata dallo U.S. Army durante le operazioni condotte in Messico contro Pancho Villa nel 1916. Successivamente, con l'entrata in guerra degli Stati Uniti nella prima guerra mondiale, il fucile Model 1912 venne integrato nella dotazione del corpo militare inviato a combattere in Francia.
Dopo la fine del conflitto, quest'arma venne impiegata da diversi corpi di polizia statunitensi durante l'epoca del proibizionismo.
Nella seconda guerra mondiale l'arma venne nuovamente utilizzata dall'esercito statunitense. Tra tutti i teatri venne prevalentemente utilizzata sul fronte del Pacifico, in quanto si adattava meglio al combattimento nella giungla.
Successivamente il Winchester Model 1912 venne usato anche nella guerra di Corea e nella guerra del Vietnam prima di essere ritirato dal servizio ed essere sostituito con il Mossberg 500 e il Remington 870.